# Yuki Niizawa
Yuki Niizawa (jap. 新澤 由貴, ur. 13 lutego 1997) – japońska piłkarka wodna, reprezentantka kraju, olimpijka z Tokio 2020, wicemistrzyni Azji.

## Kariera reprezentacyjna
Od 2015 reprezentuje Japonię na zawodach międzynarodowych. Z reprezentacją uzyskała następujące wyniki:
| Rok  | Impreza                                         | Miejsce   | Pozycja     |      |                                                 |       |             |
| ---- | ----------------------------------------------- | --------- | ----------- | ---- | ----------------------------------------------- | ----- | ----------- |
| Rok  | Impreza                                         | Miejsce   | Pozycja     | 2015 | Mistrzostwa Świata Juniorek w Piłce Wodnej 2015 | Wolos | 11. miejsce |
| 2016 | Mistrzostwa Azji w Piłce Wodnej 2016            | Tokio     | 2. miejsce  |      |                                                 |       |             |
| 2017 | Mistrzostwa Świata w Pływaniu 2017              | Budapeszt | 13. miejsce |      |                                                 |       |             |
| 2017 | Mistrzostwa Świata Juniorek w Piłce Wodnej 2017 | Wolos     | 13. miejsce |      |                                                 |       |             |
| 2018 | Igrzyska Azjatyckie 2018                        | Dżakarta  | 3. miejsce  |      |                                                 |       |             |
| 2019 | Mistrzostwa Świata w Pływaniu 2019              | Gwangju   | 13. miejsce |      |                                                 |       |             |
| 2021 | Letnie Igrzyska Olimpijskie 2020                | Tokio     | 9. miejsce  |      |                                                 |       |             |